# Sclerocronologia
La sclerocronologia (dal greco σκληρὸς - sklēròs -, duro, χρόνος - chronos -, tempo, e λογία -loghía -, studio) è una disciplina che misura cronologicamente la crescita annuale delle parti dure mineralizzate (gusci, conchiglie, otoliti, ossa e denti) di organismi vertebrati o invertebrati. 
Corrisponde a ciò che la dendrocronologia fa con gli anelli di accrescimento legnoso.

## La crescita dei bivalvi
Una stima della velocità di accrescimento dei bivalvi può essere valutata attraverso un microcampionamento della conchiglia ed analizzando il contenuto in O18 (ossigeno 18). L'analisi mette in evidenza le fluttuazioni di temperatura e quindi la stagionalità della crescita della conchiglia.
Un guscio di vongola artica (Arctica islandica) è risultato avere 507 anni, dai ricercatori della Bangor University del Galles.